# 라우라 에스키벨

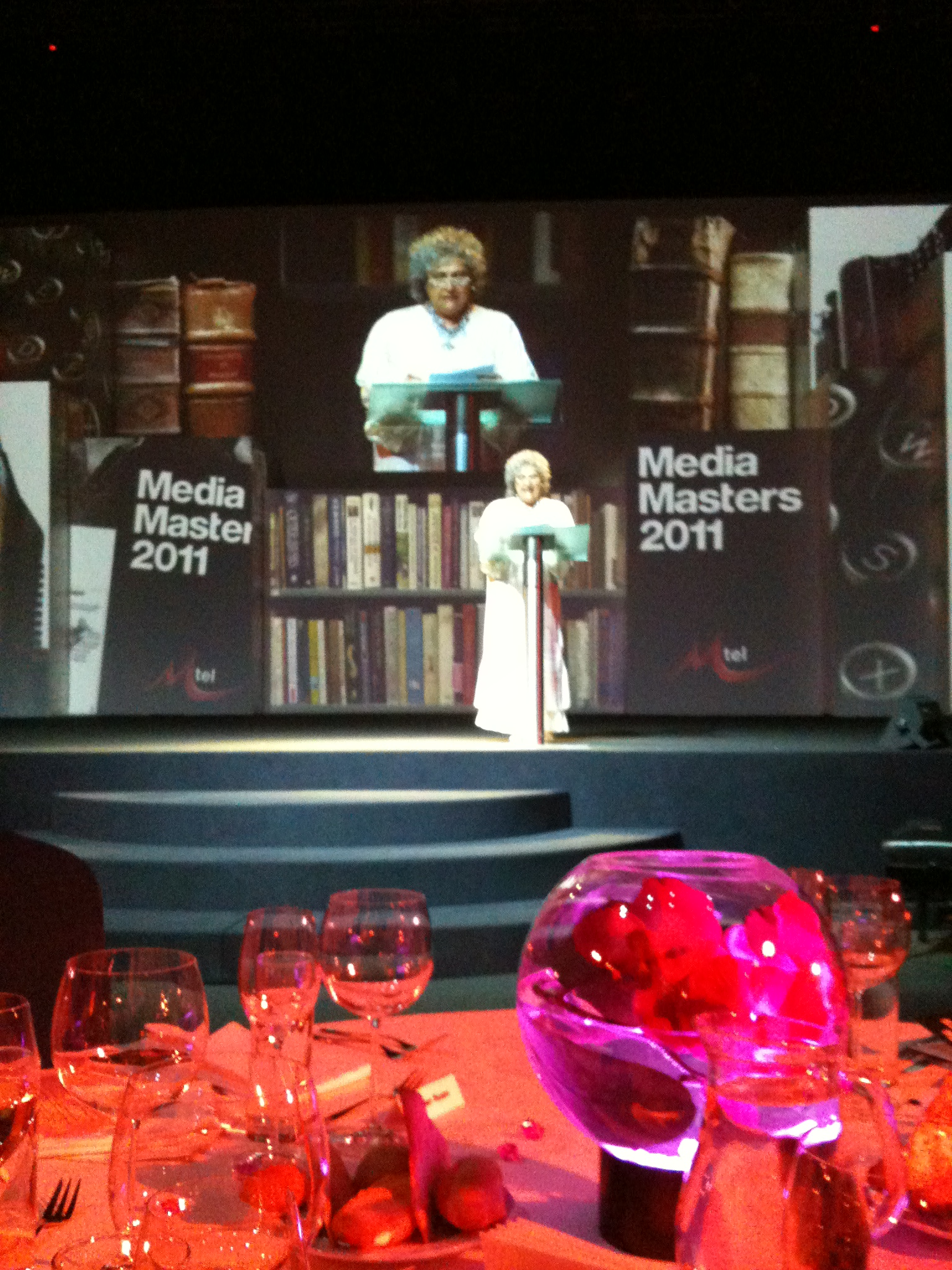

라우라 베아트리스 에스키벨 발데스(스페인어: Laura Beatriz Esquivel Valdés)는 1950년 9월 30일 태어났다. 멕시코의 소설가, 시나리오 작가 및 정치인으로서, 2015년부터 2018년까지 국가재생운동 소속으로 대의원에서 활동했다. 에스키벨이 쓴 첫 번째 소설 달콤 쌉싸름한 초콜릿은 멕시코와 미국에서 베스트셀러가 되었고, 이후 영화로도 제작되었다.

## 경력
에스키벨은 Centro de Arte Dramático AC(CADAC)에서 연극과 연극 창작을 전공했으며, 어린이 연극을 주로 공부했다. 1996-1968년에 미취학 아동 교육에 대한 자격을, 1997년에 연극 워크숍 및 아동 문학 강사 자격을, 1998-2002년에 Tlaxcala 및 Oaxaca에서 대본 평가 자격을, 1999년에 Oaxaca, Michoacán, 스페인에서 작문 연구소 워크숍 강사 자격을 취득했다.
1970년에서 1980년 사이에 에스키벨은 Mexican television의 어린이용 방송 대본을 썼고, 1983년에는 Centro de Invención Permanente를 설립하고 기술 감독을 맡았다. 에스키벨은 텔레비전 작업을 통해 영화 대본 작성에 전념하도록 동기를 얻었다. 이때에 1989년에 발표한 소설 달콤 쌉싸름한 초콜릿을 쓰기로 결심했고, 이 작품은 큰 성공을 거두었다.
에스키벨은 마술적 사실주의 도입해, 쿠바 작가 알레호 카르펜티에르가 "el real maravilloso"로, 그리고 콜롬비아 작가 가브리엘 가르시아 마르케스와 칠레 작가 이사벨 아옌데가 사용한 것과 유사한 서술 장치를 사용하여 평범함과 초자연적 현상을 결합한다. 그의 가장 유명한 소설 달콤 쌉싸름한 초콜릿은 20세기 초 멕시코 혁명을 배경으로 하며, 여성 주인공인 티타의 삶에서 주방과 음식이 차지하는 중요성을 다룬다. 소설은 요리법, 민간요법, 사랑 이야기를 담은 구식 여성잡지의 월간호 형식으로 구성되어 있으며, 각 장('1월', '2월', '3월' 등)은 멕시코 전통 요리법과 함께 시작된다. 각 조리법은 서술자에게 주인공의 삶에서 중요한 사건을 상기시킨다.
에스키벨은 부엌을 집에서 가장 중요한 부분이라고 말하며, 즐거움을 가져다 주는 지식과 이해의 원천으로 묘사한다. 달콤 쌉싸름한 초콜릿이라는 제목은 멕시코에서 감정이 "끓기 직전"인 사람을 지칭하기 위해 사용되는 표현이다. 초콜릿을 넣고 휘저을 때 초콜릿용 물은 끓기 직전이어야 하기 때문이다. 소설의 영감은 "그녀가 어머니와 할머니의 요리법을 요리하는 동안" 떠올랐다. 보도에 따르면, "에스키벨은 자신의 가족의 에피소드를 사용하여 책을 썼다. 그녀에게는 결혼이 금지된 티타라는 고모가 있었고 평생 어머니를 돌보며 살았다. 어머니가 돌아가신 직후 티타도 죽었다."

## 사생활
라우라 에스키벨은 전신 기사인 Julio César Esquivel과 주부인 Josefa Valdés 사이에서 네 자녀 중 셋째로 태어났다. 1999년 아버지의 죽음은 Tan veloz como el deseo에 영감을 주었다. 교사 훈련을 받은 에스키벨은 어린이 연극 워크숍을 설립하고 어린이를 위한 연극을 만들고 제작했다. 배우, 프로듀서, 감독인 알폰소 아라우와 처음 결혼하여 여러 영화에 공동으로 작업을 진행했다. 에스키벨과 그의 현재 남편은 멕시코 시티에 살고 있다.
2009년 3월 라우라 에스키벨은 멕시코 시티의 한 지역 의회의 민주혁명당 예비 후보로 출마했다. 2012년에는 모레나당의 연방 하원의원으로 선출되었다.

## 작품목록
- 달콤 쌉싸름한 초콜릿 (1989)
- La ley del amor (1995)
- Íntimas suculencias (1998)
- Estrellita marinera (1999)
- El libro de las emociones (2000)
- Tan veloz como el deseo (2001)
- Malinche (2006)
- Escribiendo la nueva historia (2014)
- A Lupita le gustaba planchar (2014)
- El diario de Tita (2016)
- Mi negro pasado (2017)